# Dobšín
Dobšín ist eine Gemeinde im Okres Mladá Boleslav in der Region Mittelböhmen in der Tschechischen Republik. Es hat ungefähr 300 Einwohner.

## Geographie

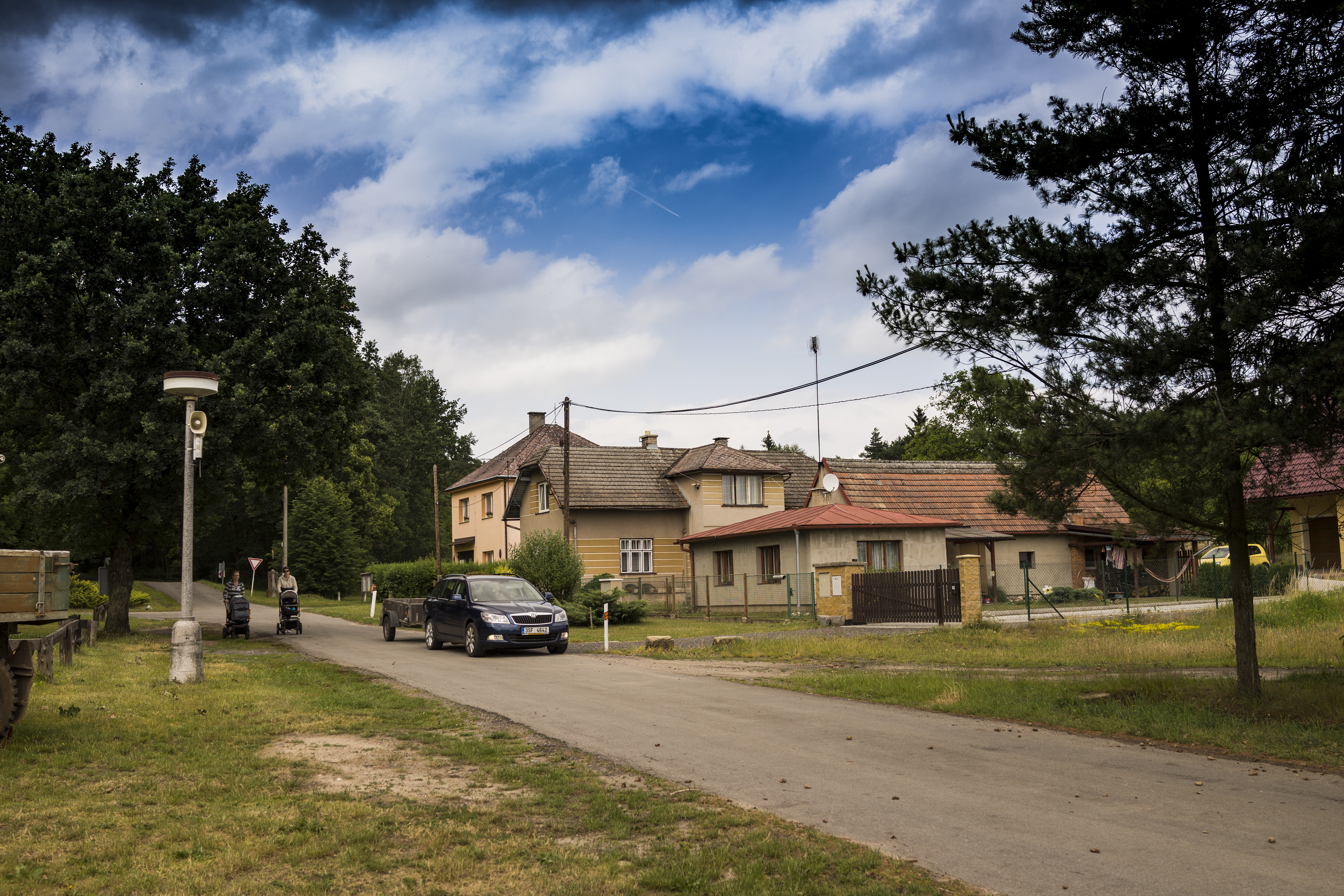
Straße in Dobšín

Dobšín liegt in der Okres Mladá Boleslav im Norden der Region Mittelböhmen in der Tschechischen Republik. Die Gemeinde hat eine Fläche von 3,54 km² und liegt auf einer Höhe von 315 m n.m.
Der Ort liegt nordöstlich von und etwa zwei Kilometer nördlich der Silnice I/16. Er grenzt im Osten an den Královéhradecký kraj. Im Umkreis liegen die Orte Přepeře (S) und Střehom (SO). Eine Sehenswürdigkeit ist der Brunnen Studánka Roubenka und das Naturschutzgebiet Údolí Plakánek.

## Geschichte
Dobšín wurde 1556 erstmals schriftlich erwähnt.

## Gemeindegliederung
Die Gemeinde Dobšín besteht aus den Ortsteilen Dobšín und Kamenice.